# Ценковський Лев Семенович
Лев Семе́нович Ценко́вський  (*1 (13) жовтня 1822, Варшава — †25 вересня (7 жовтня) 1887, Ляйпциг) — польсько-український ботанік, протозоолог і бактеріолог, який жив і працював в Україні. У міжнародній науковій літературі знаний як: Lev Semenovich Cienkowski. Засновник першої школи вітчизняних мікробіологів.
Від 1839 року жив і працював у Російській імперії, від 1865 року — в Україні: у 1865—1871 роках професор Новоросійського університету (нині — Одеський національний університет імені І. І. Мечникова) в Одесі, від 1871 року — Харківського університету). Член-кореспондент Петербурзької АН в 1881 р. Заснував при Харківському ветеринарному інституті (разом з А. С. Раєвським) ветеринарну бактеріологічну станцію, де виготовлялись вакцини проти сибірки.

## Біографія

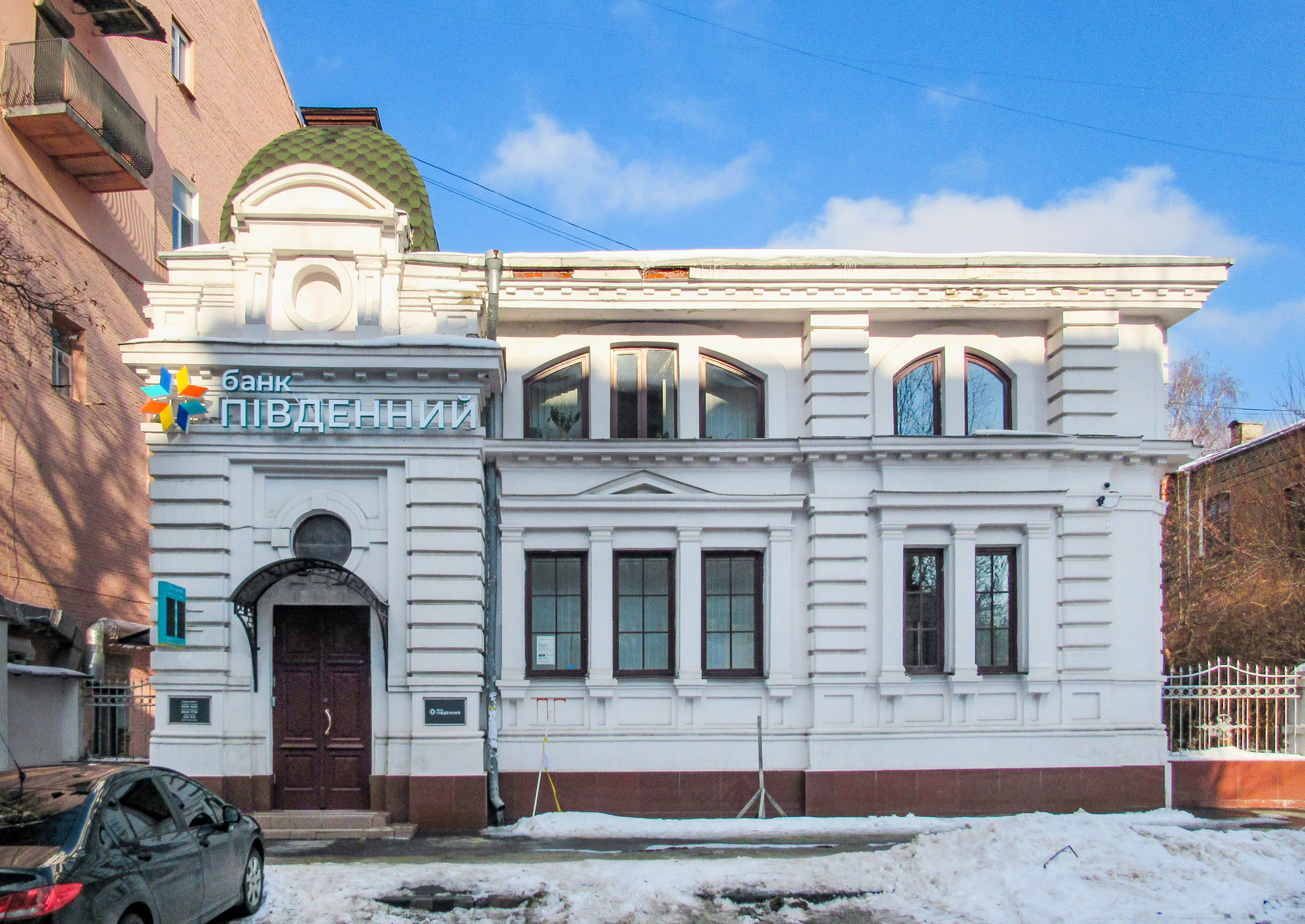
Особняк Лева Ценковського у Харкові (вул. Багалія, 7)

Народився 13 жовтня 1822 року у Варшаві, в українсько-польській родині. Середню освіту здобув у Варшавській губернській гімназії, яку закінчив у 1839 році. Далі його відправили до Петербурга як стипендіата Царства Польського. Там Ценковський вступив на математичне відділення Петербурзького університету. У 1844 році Ценковський закінчив курс університету зі ступенем кандидата природничих наук. Залишився на катедрі, де за два роки здобув ступінь магістра, захистивши дисертацію «Кілька фактів з історії розвитку хвойних рослин».
У 1850-му Лев Семенович обійняв посаду професора катедри природничих наук в Демидівському ліцеї, де пропрацював п'ять років. Потім вчений перейшов на катедру ботаніки при Санкт-Петербурзькому виші. У 1851 році захистив дисертацію й отримав докторське звання.

## Наукова діяльність
У 1847 році Ценковського запросили взяти участь в експедиції до Судану і Білого Нілу. За два роки він зібрав багатий матеріал з флори й фауни Судану. Результати роботи були надруковані у «Географічних відомостях»(1850) та у Gazeta Warszawska(1853).
У 1865-му в Одесі відкрився Новоросійський університет (нині Одеський національний університет імені І. І. Мечникова). Ценковського запросили до вишу професором ботаніки. Там він взяв участь у заснуванні новоросійського товариства дослідників природи та створення севастопольської біологічної станції — першої на території Російської імперії і третьої в Європі морської біологічної станції.
У цей період він започаткував дослідження в галузі мікробіології, заклав наукові напрямки, що знайшли свій розвиток у дослідах: професора ботаніки Ф. М. Каменського — процес симбіозу грибів із вищими рослинами; професора ботаніки Ф. М. Породка — фізіологія мікроорганізмів, бродіння дріжджів.
Ценковський перший створив справжню наукову ботанічну лабораторію з широким застосуванням мікроскопії. Вивчаючи найпростіші форми на межі рослин і тварин, він основну увагу, як природодослідник з широким біологічним кругозором, звертав не тільки на їх морфологію, а й, головне, на еволюцію розвитку. Л. С. Ценковський був переконаним прибічником еволюційних поглядів ще до появи «Походження видів» Ч. Дарвіна. Він описав 43 нові види мікроорганізмів, його праці мали велике значення для розвитку агрономії, ветеринарії й медицини.
Ценковський — один із засновників онтогенетичної методи вивчення нижчих рослин і нижчих тварин, на підставі якої він зробив висновок про єдність рослинного і тваринного світу.
У 1881 роках вакцину проти сибірки виготовив Пастер. Патент на спосіб її виготовлення придбала торгівельна фірма. Коли в 1882 році Ценковський приїхав до Парижа, щоб ознайомитися зі способом виготовлення протисибіркової вакцини, йому в цьому було відмовлено. Повернувшись на батьківщину, Ценковський, не маючи ніякої підтримки від уряду, у вкрай несприятливих умовах створив лабораторію на задвірках Харківського ветеринарного інституту. Після наполегливої творчої роботи (за підтримки Олександра Шалашникова) він винайшов оригінальний спосіб виготовлення вакцини проти сибірки, більш дійової, ніж виготовленої за методом Пастера. Спосіб виготовлення протисибіркової вакцини за Ценковський, з деякими змінами, застосовується й тепер. Сприяв організації пастерівської станції у Харкові (1887). За наукову працю назвали «українським Пастером»

## Нові організми
Ценковський винайшов багато нових організмів. Як зразок:
Протозоа:
- Amoebidium parasiticurn Cienk.
- Ciliophrys infusionum (Cienkowski, 1876)
- Pocheina rosea (Cienk.) A.R. Loebl. & Tappan
- Vampyrella spirogyrae Cienk.

Бактерії
- Leuconostoc mesenteroides (Cienk.) Tiegh

Гриби:
- Entophlyctis confervae-glomeratae (Cienk.) Sparrow 1943
- Leptophrys vorax (Cienk.) Zopf
- Sorodiplophrys stercorea (Cienk.) L.S. Olive & Dykstra 1975

## Наукові статті
- «Zur Befruchtung d. Juniperus communis» («Bull. soc. nat. Moscou». 1853, № 2)
- «Bemerkungen liber Stein's Acineten Lehre» («Bull. Acad. S.-Petersb.», 1855, XIII)
- «Algologische Studien» («Bot. Ze itschrift», 1855)
- «О самозарождении» (СПб., 1855);
- «Zur Genesis eines einzeiligen Organismus» («Bull. Acad. S.-Petersb.», 1856. XIV);
- «Ueber meinen Beweis für die Generatia primaria» (ibid., 1858, XVII);
- «Ueber Cystenbildung hei Infusorien» («Zeitschr. wiss. Zoologie», 1855, XVI);
- «Rhisidium Confervae Glomeratae» («Bot. Zeit.», 1857);
- «Die Pseudogonidien» («Jahrb. wiss. Bot.», 1852, I);
- «Ueber parasitische Schläuche auf Crustaceen und einigen Insectenlarven» («Bot. Zeitschr.», 1861);
- «Zur Entwickelungsgeschichte der Myxomyceten» («Jahrb. wiss. Bot.», 1862, XIII);
- «Das Plasmodium» (ibid., 1863, III);
- «Ueber einige Chlorophyllhaltige Gloeocapsen» («Bot. Zeit.», 1865);
- «Beiträge z. Kenntniss d. Monaden» («Arch. micr. Anatomie», 1865, I);
- «Ueber den Bau und die Entwickelung der Labyrinthulaceen» (ibid., 1867, III);
- «Ueber die Clathrulina» (ibid.);
- «Ueber Palmellaceen und einige Flagellaten» (ibid., 1870, VI; то же «Труды 2-го съезда рус. естеств. и врачей»);
- «Ueber Schwärmerbildung bei Noctiluca miliaris» («Arch. micr. Anat», 1871, VII);
- «Ueber Schwärmerbildung bei Radiolarien» (ib.);
- «Die Pilze der Kahmhaut» («Bull. Acad. S.-Petersb.», 1872, XVII);
- «Ueber Noctiluca miliaris» (ibid., 1873, IX);
- «О генетической связи между Mycoderma vini, Pénicillium viride и Domatium pullullans» («Труды 4-го съезда русск. естеств. и врачей», 1872);
- «Ueber Palmellen-Zustand bei Stigeocionium» («Bot. Zeit.», 1876);
- «К морфологии сем. Ulothrichineae» («Тр. общ. испыт. прир. Харьков. Унив.», 1877, то же «Bull. Acad. S.-Petersb.», 1876);
- «Ueber einige Rhizopoden und verwandte Organismen» («Arch. micr. Anat.», 1876, т. XII);
- «Zur Morphologie der Bactérien» («Mém. Acad. S.-Petersb.», сер. 7, т. XXV);
- «Отчет о беломорской экскурсия 1880 г.» («Труды СПб. Общ. Естеств.», 1881, XII);
- «Микроорганизмы. Бактериальные образования» (Харьк., 1882);
- «О пастеровских прививках» («Труды Вольн. Эконом. Общ.», 1883, 1884);
- «Отчет о прививках антракса в больших размерах» («Сборн. Херсонск. земства», III, 1886).
- Юбилейная речь Ценковского, носящая автобиографический характер (см. «Южный Край», 1886).